# حارة الضلاع (صنعاء)

تعديل مصدري - تعديل

حارة الضلاع هي إحدى حارات حي حزيز بمديرية ضواحي الأمانة سنحان وبني بهلول إحد مديريات العاصمة اليمنية صنعاء، بلغ تعداد سكانها 254 نسمة حسب تعداد اليمن لعام 2004.